# Alexandre Czerniatynski
Alexandre Czerniatynski, noto anche come Alex (Charleroi, 28 luglio 1960), è un allenatore di calcio ed ex calciatore belga, di ruolo attaccante.

## Caratteristiche tecniche
Giocava normalmente in posizione di punta centrale.

## Carriera

### Giocatore

#### Club
Esordisce nella massima divisione belga nella stagione 1978-1979 indossando la maglia della squadra della sua città, il Charleroi. Nel 1981 passa quindi all'Anversa, mettendosi in luce grazie ai 15 gol realizzati. L'anno successivo è quindi tra le file dell'Anderlecht, nelle per tre anni: coi bianco-malva vince la Coppa UEFA 1982-1983 e disputa le finali anche nell'edizione successiva, inoltre conquista il titolo nel 1985. Passa subito dopo allo Standard Liegi, mentre nel 1990 torna nell'Anversa: in questo secondo periodo vince la Coppa nel 1992, che è seguita dalla partecipazione alla Coppa delle Coppe 1992-1993. Qui, oltre a laurearsi capocannoniere arriva a disputare la finale della manifestazione, che si gioca a Wembley contro il Parma: sono però gli emiliani a vincere il trofeo. Lasciato questo club viene ingaggiato dal Malines, e nel 1996 è al Germinal Ekeren, con cui vince subito la seconda Coppa. Termina infine la carriera nel 1999, dopo aver militato anche nel RFC Liegi.

#### Nazionale
Disputa la prima gara nel Belgio nel 1981, facendo poi parte dei 22 che partecipano al campionato del mondo 1982: in Spagna gioca le tre partite della prima fase a gruppi, che viene vinta dai Diavoli Rossi, mettendo a segno il gol del pareggio nella gara contro l'Ungheria; gioca anche le due partite del turno successivo, ma la squadra termina ultima. Non convocato nelle successive due edizione, si rivede però nel 1994 negli Stati Uniti: entra in campo al 77' al posto di Luc Nilis nella gara degli ottavi di finale persa 3-2 contro la Germania. È anche in Francia per il campionato d'Europa 1984, ma non viene mai utilizzato.
Conta complessivamente 31 presenze e 7 gol con la maglia della Nazionale.

### Allenatore
Inizia nel 2002 come vice-allenatore del Malines, guidando poi anche prima squadra. In seguito guida anche Union Saint-Gilloise e KSK Beveren.

## Statistiche

### Cronologia presenze e reti in nazionale
| Cronologia completa delle presenze e delle reti in nazionale ― Belgio | Cronologia completa delle presenze e delle reti in nazionale ― Belgio | Cronologia completa delle presenze e delle reti in nazionale ― Belgio | Cronologia completa delle presenze e delle reti in nazionale ― Belgio | Cronologia completa delle presenze e delle reti in nazionale ― Belgio | Cronologia completa delle presenze e delle reti in nazionale ― Belgio | Cronologia completa delle presenze e delle reti in nazionale ― Belgio | Cronologia completa delle presenze e delle reti in nazionale ― Belgio |
| Data                                                                  | Città                                                                 | In casa                                                               | Risultato                                                             | Ospiti                                                                | Competizione                                                          | Reti                                                                  | Note                                                                  |
| --------------------------------------------------------------------- | --------------------------------------------------------------------- | --------------------------------------------------------------------- | --------------------------------------------------------------------- | --------------------------------------------------------------------- | --------------------------------------------------------------------- | --------------------------------------------------------------------- | --------------------------------------------------------------------- |
| 9-9-1981                                                              | Bruxelles                                                             | Belgio                                                                | 2 – 0                                                                 | Francia                                                               | Qual. Mondiali 1982                                                   | 1                                                                     |                                                                       |
| 14-10-1981                                                            | Rotterdam                                                             | Paesi Bassi                                                           | 3 – 0                                                                 | Belgio                                                                | Qual. Mondiali 1982                                                   | -                                                                     |                                                                       |
| 16-12-1981                                                            | Valencia                                                              | Spagna                                                                | 2 – 0                                                                 | Belgio                                                                | Amichevole                                                            | -                                                                     | 63’                                                                   |
| 24-3-1982                                                             | Bruxelles                                                             | Belgio                                                                | 4 – 1                                                                 | Romania                                                               | Amichevole                                                            | 2                                                                     |                                                                       |
| 28-4-1982                                                             | Bruxelles                                                             | Belgio                                                                | 2 – 1                                                                 | Bulgaria                                                              | Amichevole                                                            | -                                                                     |                                                                       |
| 27-5-1982                                                             | Copenaghen                                                            | Danimarca                                                             | 1 – 0                                                                 | Belgio                                                                | Amichevole                                                            | -                                                                     | 66’                                                                   |
| 13-6-1982                                                             | Barcellona                                                            | Argentina                                                             | 0 – 1                                                                 | Belgio                                                                | Mondiali 1982 - 1º turno                                              | -                                                                     |                                                                       |
| 19-6-1982                                                             | Elche                                                                 | Belgio                                                                | 1 – 0                                                                 | El Salvador                                                           | Mondiali 1982 - 1º turno                                              | -                                                                     |                                                                       |
| 22-6-1982                                                             | Elche                                                                 | Ungheria                                                              | 1 – 1                                                                 | Belgio                                                                | Mondiali 1982 - 1º turno                                              | 1                                                                     |                                                                       |
| 28-6-1982                                                             | Barcellona                                                            | Polonia                                                               | 3 – 0                                                                 | Belgio                                                                | Mondiali 1982 - 2º turno                                              | -                                                                     |                                                                       |
| 1-7-1982                                                              | Barcellona                                                            | Belgio                                                                | 0 – 1                                                                 | Unione Sovietica                                                      | Mondiali 1982 - 2º turno                                              | -                                                                     | 67’                                                                   |
| 22-9-1982                                                             | Monaco di Baviera                                                     | Germania Ovest                                                        | 0 – 0                                                                 | Belgio                                                                | Amichevole                                                            | -                                                                     | 83’                                                                   |
| 6-10-1982                                                             | Bruxelles                                                             | Belgio                                                                | 3 – 0                                                                 | Svizzera                                                              | Amichevole                                                            | -                                                                     |                                                                       |
| 17-4-1984                                                             | Varsavia                                                              | Polonia                                                               | 0 – 1                                                                 | Belgio                                                                | Amichevole                                                            | 1                                                                     | 46’                                                                   |
| 6-6-1984                                                              | Bruxelles                                                             | Belgio                                                                | 2 – 2                                                                 | Ungheria                                                              | Amichevole                                                            | -                                                                     | 60’ 83’                                                               |
| 5-9-1984                                                              | Bruxelles                                                             | Belgio                                                                | 0 – 2                                                                 | Argentina                                                             | Amichevole                                                            | -                                                                     |                                                                       |
| 17-10-1984                                                            | Bruxelles                                                             | Belgio                                                                | 3 – 1                                                                 | Albania                                                               | Qual. Mondiali 1986                                                   | -                                                                     | 70’                                                                   |
| 19-12-1984                                                            | Atene                                                                 | Grecia                                                                | 0 – 0                                                                 | Belgio                                                                | Qual. Mondiali 1986                                                   | -                                                                     | 62’                                                                   |
| 22-12-1984                                                            | Tirana                                                                | Albania                                                               | 2 – 0                                                                 | Belgio                                                                | Qual. Mondiali 1986                                                   | -                                                                     | 60’                                                                   |
| 16-10-1985                                                            | Anderlecht                                                            | Belgio                                                                | 1 – 0                                                                 | Paesi Bassi                                                           | Qual. Mondiali 1986                                                   | -                                                                     | 68’                                                                   |
| 19-2-1986                                                             | Elche                                                                 | Spagna                                                                | 3 – 0                                                                 | Belgio                                                                | Amichevole                                                            | -                                                                     |                                                                       |
| 2-9-1992                                                              | Praga                                                                 | Cecoslovacchia                                                        | 1 – 2                                                                 | Belgio                                                                | Qual. Mondiali 1994                                                   | 1                                                                     |                                                                       |
| 14-10-1992                                                            | Anderlecht                                                            | Belgio                                                                | 1 – 0                                                                 | Romania                                                               | Qual. Mondiali 1994                                                   | -                                                                     | 68’                                                                   |
| 18-11-1992                                                            | Anderlecht                                                            | Belgio                                                                | 2 – 0                                                                 | Galles                                                                | Qual. Mondiali 1994                                                   | -                                                                     | 46’                                                                   |
| 13-2-1993                                                             | Nicosia                                                               | Cipro                                                                 | 0 – 3                                                                 | Belgio                                                                | Qual. Mondiali 1994                                                   | -                                                                     | 76’                                                                   |
| 31-3-1993                                                             | Cardiff                                                               | Galles                                                                | 2 – 0                                                                 | Belgio                                                                | Qual. Mondiali 1994                                                   | -                                                                     | 66’                                                                   |
| 6-10-1993                                                             | Anderlecht                                                            | Belgio                                                                | 2 – 1                                                                 | Gabon                                                                 | Amichevole                                                            | -                                                                     |                                                                       |
| 13-10-1993                                                            | Bucarest                                                              | Romania                                                               | 2 – 1                                                                 | Belgio                                                                | Qual. Mondiali 1994                                                   | -                                                                     | 78’                                                                   |
| 17-11-1993                                                            | Bruxelles                                                             | Belgio                                                                | 0 – 0                                                                 | Cecoslovacchia                                                        | Qual. Mondiali 1994                                                   | -                                                                     | 79’                                                                   |
| 16-2-1994                                                             | Ta' Qali                                                              | Malta                                                                 | 1 – 0                                                                 | Belgio                                                                | Amichevole                                                            | -                                                                     | 46’                                                                   |
| 2-7-1994                                                              | Chicago                                                               | Belgio                                                                | 2 – 3                                                                 | Germania                                                              | Mondiali 1994 - Ottavi di finale                                      | -                                                                     | 77’                                                                   |
| Totale                                                                |                                                                       | Presenze                                                              | 31                                                                    |                                                                       | Reti                                                                  | 6                                                                     |                                                                       |

## Palmarès

### Giocatore

#### Club

##### Competizioni nazionali
- Campionato belga: 1

Anderlecht: 1984-1985
- Coppa del Belgio: 2

Anversa: 1991-1992
Germinal Ekeren: 1996-1997

##### Competizioni internazionali
- Coppa UEFA: 1

Anderlecht: 1982-1983

#### Individuale
- Capocannoniere della Coppa delle Coppe: 1

1992-1993